# Nickel(III) oxide
Nickel(III) oxide là một hợp chất vô cơ có công thức hóa học Ni2O3. Nó không được đặc trưng rõ ràng, và đôi khi được gọi là oxide nickel đen. Dấu vết của Ni2O3 trên bề mặt nickel đã được đề cập.
Một vật liệu có liên quan, có đặc tính tốt hơn của Ni(III) là nickel(III) oxyhydroxide (NiOOH), có khả năng là thuốc thử được sử dụng trong tổng hợp hữu cơ vì nó được tạo ra trong môi trường nước.